# Fritz Ris
Fritz Ris (* 31. Juli 1897; † 15. Mai 1973) war ein deutscher Ingenieur und Unternehmer. Er wurde als Sohn von Ferdinand Ris und Marie Ris, geb. Weingärtner, geboren.

## Werdegang
Ris schloss seine Ausbildung als Diplom-Ingenieur ab. Er war mehr als 20 Jahre Mitglied des Gesellschafterausschusses des Leverkusener Stahlunternehmens Wuppermann AG sowie Mitbegründer und langjähriger Geschäftsführer der Rippensteckmetall-Gesellschaft.
Er gehörte dem Präsidium des Hauptverbandes der Deutschen Bauindustrie sowie der Bundesvereinigung der Deutschen Arbeitgeberverbände an.

## Ehrungen
- 1967: Großes Verdienstkreuz mit Stern der Bundesrepublik Deutschland